# ジーンシャフト
『ジーンシャフト』（Geneshaft）は、サテライト制作、赤根和樹監督による、2001年4月5日から同年6月28日にかけて、WOWOWで放送されたテレビアニメの日本のオリジナルテレビアニメーション作品である。全13話。

## 概要
23世紀、自らの遺伝子を高度に調整し、受精時点で人生のほとんどが決定される男女比1:9の人類社会において主人公の成長を描く。極端にソフトウェアに依存した兵器「シャフト」の設定となっている。
3DオブジェクトのCG描画はサテライトの手によるものである。用語の多くはイタリアサッカーから取られている。また一部の登場人物の名前、サブタイトルなどは有名なSF作品から取られている。

## シャフト
シャフトはガニメデの遺跡から発掘された巨大な人型兵器。主兵装はマイクロ・ブラックホール砲。パイロットはデバイス・ユニット (DU) と呼ばれる現用機器で構成されたコックピットに乗り、母艦からシャフト内にDUごと移送されて出撃する。
ソフトウェアによる制御が特徴で、機能ごとのデバイス・ドライバーをOSが統合し全体として機能する設計となっている。OSはイエローボックス、ブラックボックスなどのサブシステムに分かれているが古代異星人の言語によって書かれており、現用の言語に機械翻訳され一応の稼動状態にはあるが、誤訳によるバグが多く、パニック（機能のバッティングによる起動失敗）、フリーズ（運用中の動作急停止）などの問題を抱えており、システムとして未完成である。
リングの出現とその攻撃による状況の変化は、地球統合機構をしてシャフトの完成を待たずに実戦に投入せざるを得なくなり、主人公ミカ・セイドウを含む訓練中だったドライバー（シャフトのパイロット）候補生達はシャフト母艦で超光速航行が可能な人類最初の戦艦ビルキスに集められて出撃することになる。ビルキスには「人類最高のプログラマー」であるドルチェ・サイトウと複数のデバッガーが集められ、不眠不休でバグをつぶしているが戦闘中の不具合が絶えない。

## 登場人物

### 主要人物
ミカ・セイドウ
声 - 比嘉久美子
主人公。地球統合宇宙軍少尉で「Sミッション」とよばれる計画にドライバー候補として参加する。
ソフィア・ガルガリン
声 - 甲斐田裕子
地球統合宇宙軍中尉でドライバー候補の一人。ミカの友人。
ミール・ロータス
声 - かかずゆみ
地球統合宇宙軍のエリート中尉で、気位の高いドライバー候補の一人。人類最高の遺伝子の持ち主。
レミィ・レヴィストロース
声 - 柚木涼香
地球統合宇宙軍少尉でドライバー候補の一人。ミールとつるんでいる。
チキ・ムジカノーバ
声 - 桑島法子
地球統合宇宙軍少尉でドライバー候補の一人。マリオの妹。
ドルチェ・サイトウ
声 - 川澄綾子
人類最高のプログラマー。シャフトのOSをデバッグしている。
見た目は内気な少女だが、自分が思っている事は持参している人形を介して、話をしている変人。
ヒロト・アマギワ
声 - 櫻井孝宏 / 幼少期 - 甲斐田裕子
地球統合宇宙軍中佐。新造戦艦「ビルキス」艦長としてシャフトを指揮する。男性。
ベアトリーチェ・ラティオ
声 - 坂本真綾
男性であるヒロトを補佐するレジスタ。ビルキスのオペレーションも担当する。
マリオ・ムジカノーバ
声 - 浜田賢二
地球統合宇宙軍少佐。ヒロト・アマギワのバックアップでビルキスの副艦長格。男性だがレジスタが居ないまま乗艦している。
セルゲイ・IV（フィーア）・スニーク
声 - 川田紳司
地球統合宇宙軍大佐。元老院直属の「イモータル」からビルキスに派遣されている。男性。

### その他の人物
シビル
声 - 夏樹リオ
スニーク卿のレジスタ。事故で死亡している。
アン
声 - 渡辺美佐
マリオのレジスタ。マリオのビルキス赴任直前に死亡。彼女の遺言はマリオに大きな影響を与える。
リョーコ・ヴァニング
声 - 夏樹リオ
地球統合宇宙軍中尉。ミカの親友。演習中の事故で死亡している。同位体はハル。
ジュリア・セイドウ
声 - 平松晶子
ミカの母親。遺伝学者でロサンゼルスに出張中。
カレン
声 - 小林沙苗
デバッガーの一人。地黒。
リン
声 - 永田亮子
デバッガーの一人。髪がお団子。
ナターシャ
声 - 吉住梢
デバッガーの一人。そばかす。
アリス
声 - 城雅子
ビルキス艦橋オペレーターの一人。
チャチャ
声 - 川澄綾子
ビルキス艦橋オペレーターの一人。
エマ
声 - 永田亮子
ビルキス艦橋オペレーターの一人。
フミ
声 - 小林沙苗
ビルキス艦橋オペレーターの一人。
グロリア
声 - 夏樹リオ
ビルキス艦橋オペレーターの一人。
ヒューン
声 - 浅井清己
ビルキス艦橋オペレーターの一人。
ジュディ
声 - 浅野瑠璃
ビルキス艦橋オペレーターの一人。
ケイ
声 - 柚木涼香
ビルキス艦橋オペレーターの一人。
ルナ
声 - 城雅子
ビルキス艦橋オペレーターの一人。
アシモフ
声 - 河合義雄
元老院メンバーの一人。
ブラナー
声 - 大西健晴
元老院メンバーの一人。
カミングス
声 - 松尾貴司
元老院メンバーの一人。
ディクスン
声 - 石川ひろあき
元老院メンバーの一人。
エーヴェルス
声 - 田中完
元老院メンバーの一人。
ラリィ
声 - 山路和弘
NASAのパイロット。
ジョージ
声 - 立木文彦
NASAのコ・パイロット。
チャタ
声 - 宮本充
NASAのミッション・スペシャリスト。
ジャン・ゲドゥ
声 - 山口勝平
地球統合宇宙軍中佐。戦艦ヨーキ艦長。男性。マリオとは学生時代から天敵同士。
ナタリ・コクト
声 - 斎賀みつき
地球統合宇宙軍連合艦隊司令官。戦艦エカテリーナに座乗。マリオとは旧知の仲。
リリィ
声 - 小林沙苗
ジャンのレジスタ。職場環境のせいか、少々いじけ気味。
ビスマルク
愛称は「ビス」。ダッチ・パートリッジ・ハウンド。ミカの母親がDNA操作によって生み出した犬で高い知能を持つ。

## 用語

### 政府組織・社会制度
I.E.O.（イーオ）
地球統合機構。
イモータル
元老院直属の秘密組織。
元老院
地球統合政府の顧問機関。
ステーション・マラカナン
宇宙ステーション。Sミッション参加メンバーの集合ポイント。
シューレ
男性種の教育機関。
人口管理局
遺伝子情報の管理と遺伝子制御された子供を産み出す機関。
生存権の剥奪
死刑。
DNA凍結
DNAの完全な消去。
統合軍
地球統合政府が保有する唯一の軍事力。200年間、本格的な軍事行動をしたことがない。
ニーブン基地
木星の衛星ガニメデにある基地。

### 遺伝子・スキル
グリーンベレーパス
身体能力と格闘技術が特に優れている者に与えられるライセンス。
ジーンタイプ
ジーンタイプ試験紙による適正判断テストに応じて色分けされる遺伝子型。通常成人する15歳までに判明する。
スキル
遺伝子にプログラムされた適正または能力。
同位体
同じDNAを持つ個体。
脳の疲労暴走
レジスタが糖分補給を怠り、脳機能が著しく低下した状態で日頃抑えている感情が表に出ること。
ハイスキルDNA保有者
標準以上のスキルを持ち、その能力を開花させた人間。
ホワイト
ジーンタイプ・ホワイト。
ライフ・サイクル
DNAにプログラムされた寿命。15歳で成人し45歳の誕生日を過ぎると身体能力が衰え眠るように死に至る。
レジスタ
人口管理局に属する女性種で主に男性種の行動を監視する役目を負う。遺伝子操作により感情を極端に抑え、脳の副処理能力を強化している。睡眠を必要としない。

### 統合宇宙軍の戦力・装備・システム
エゲリア
1発で1個艦隊を壊滅させる威力を持つ量子拡散弾を搭載するエゲリア特殊艦。
Sユニット
シャフトの遠隔操作用コンソール。
F.S.I.
Finished System and Idling の略。
F.R.B.
シャフトの後背に取りつけられたロケットブースター。Flight Rocket Booster の略。
MBH (Micro Black Hole) 砲
シャフト胸部から放ったエネルギー球で空間を湾曲させ、発生した極小のブラックホールを使用し対象を通常空間から消滅させるシャフトの最強兵装。
クァンタム・イニシャライズ
ビルキスのメインコンピュータである量子コンピュータを初期化すること。
セキュリティポール
ミカが突っ込んだ光の列柱。強力な電磁バリアが張りめぐらされている。
第一級戦列艦
統合宇宙軍が保有する主戦力。
対爆防御機能
艦橋内で起きた熱や爆風を密閉する自動防御システム。
タンデム・システム
2台のディバイス・ユニットの双方からメイン／サブの切り替えが任意に行えるシステム。
Dユニット
シャフトドライバの乗り込む操縦席。
テレメーター・システム
クルーが任務で艦を降りる間、心拍数や血圧など生体反応を艦内においてリアルタイムでチェックするシステム。
フェイズコードSSJ
レジスタ不在時、レジスタ専用端末を介さずキャプテンが直接ビルキスのメインコンピュータに指示を音声入力できるモードに切り替えること。
マスドライバ・ジェネレーター
宇宙ステーション内のドッグ側に設置されている超電導の原理を用いた艦の発進システム。
レジスタ権限
キャプテンの監視役であるレジスタが時として任務遂行のため行使するキャプテン以上の権限。
ワームホール航法
ワープ航法。
ワームホールユニット
ワームホール航行時にリング状に展開する特殊装備。

### プログラム
アーラ・スクリプト
航行用プログラムの名称。
アタカンテ・プログラム
攻撃用プログラムの名称。
カテナチオ
防御用プログラムの名称。
スクリプト“デッレ・ステラ”
外宇宙航行用プログラムの名称。
セッションアプリ
各プログラムの調整用アプリケーションの名称。
トリクワトリスタ
艦橋内のキャプテンエリアに立つキャプテンの存在を認識してから艦の全プログラムを起動させる認証プログラム。
バグ
プログラムの齟齬。
バロンドーレプログラム
ビルキスのメインコンピュータのOSの名称。
物質転送プログラム
シャフトのマイクロブラックホールを利用した物質転送装置を制御するプログラム。
プログラムエンジン
艦の航行上欠かせない重要なプログラムの起動・動作を確認するソフト。

### オベラスの戦力・装備・システム
オベラス
リングを操り、太陽系の知的生命体の進化を監視してきたシステム。
量子（クァンタム）ビーム
リングの放つ光の柱。カリフォルニアにある統合軍司令本部を直撃した。
リング
直径約500kmの金色に輝く輪。オベラスの端末。変幻自在、神出鬼没のエネルギー体。

### その他の用語
Sミッション
オベラスの位置と目的を解明することが主目的の極秘任務。
ガイア
人為的進化を否定する反政府組織。
ガニメデの巨人
ガニメデで発見された地球外生命体のミイラ。全長約4メートル。2本の角を持つ。
Gファイル
オベラスの能力を解析したファイル。
ビルキス抜錨
制御・推進システムを立ち上げ、艦を出航させるの意。
レジスタキャンディ
レジスタが効率よく血糖値を上げるために必要不可欠な、果糖の100倍もの甘さを持つドロップ。

## スタッフ
- 原作 - サテライト、赤根和樹
- 監督・シリーズ構成 - 赤根和樹
- キャラクターデザイン - 大島康弘
- メインメカデザイン - 竹谷隆之
- メカニカルデザイン - 高倉武史
- 美術監督 - 片野坂悟一
- 色彩設計 - 千葉賢二
- 3DCGI - 井野元英二
- CGIコンポジット - 高橋宏司
- 編集 - 森田清次、高山智江子、及川雪江
- 音響監督 - 明田川仁
- 音楽 - 高崎晃
- 音楽プロデューサー - 井上俊次
- プロデューサー - 杉田敦、横山真二郎、秋山浩之、佐藤郁夫
- アニメーション制作 - サテライト、スタジオガゼル
- 製作 - バンダイビジュアル、電通

## 主題歌
オープニングテーマ
「SHAFT DRIVE」
作曲・編曲 - 高崎晃
- 1話のみエンディングで使用。

エンディングテーマ
「BROKEN CAMERA」(2話〜12話)
作詞・作曲・編曲・歌 - JI-ZO
- “JI-ZO”は、高崎晃のプロジェクトである。

「THE DAY, BELIEVE ALL THINGS(storm ray mix)」(13話)
作曲・編曲 - 高崎晃

## 各話リスト
| 話数 | サブタイトル             | 脚本     | 絵コンテ          | 演出         | 作画監督          | 放送日        |
| ---- | ------------------------ | -------- | ----------------- | ------------ | ----------------- | ------------- |
| 1    | 惑星（ほし）を継ぐもの   | 時村尚   | 赤根和樹          | しのだよしの | 竹内進二          | 2001年 4月5日 |
| 2    | 歌う戦艦（ふね）         | 時村尚   | 赤根和樹          | 山田徹       | 海人乃蒔潟        | 4月12日       |
| 3    | 宇宙（そら）のランデブー | 時村尚   | 赤根和樹 阿部雅司 | 阿部雅司     | 向山祐治          | 4月19日       |
| 4    | 前哨                     | 浅川美也 | 赤根和樹 石踊宏   | 石踊宏       | 君塚勝教          | 4月26日       |
| 5    | 天使と宇宙船             | 浅川美也 | 坂本郷            | しのだよしの | 竹内進二          | 5月3日        |
| 6    | 過去からのホットライン   | 浅川美也 | 山本裕介          | 山田徹       | 海人乃蒔潟        | 5月10日       |
| 7    | リング・ワールド         | 時村尚   | 阿部雅司          | 阿部雅司     | 野田康行 渋谷一彦 | 5月17日       |
| 8    | 月は無慈悲な闇の帝王     | 浅川美也 | 石踊宏            | 佐藤英一     | 江口摩吏介        | 5月24日       |
| 9    | 人間以下                 | 時村尚   | 坂本郷            | しのだよしの | 竹内進二          | 5月31日       |
| 10   | 女たちの知らない男       | 時村尚   | 山崎たかし        | 山田徹       | 海人乃蒔潟        | 6月7日        |
| 11   | 成長への儀式             | 浅川美也 | 石踊宏            | 阿部雅司     | 野田康行 渋谷一彦 | 6月14日       |
| 12   | ガニメデの優しい男       | 時村尚   | 竹下健一          | 竹下健一     | 松山光治          | 6月21日       |
| 13   | 幼年期の始まり           | 浅川美也 | 赤根和樹          | しのだよしの | 竹内進二          | 6月28日       |

## 関連商品
日付は発売日である。
漫画単行本
角川書店、「月刊エースネクスト」2000年7月号 - 2001年9月号連載、角川コミックス・エース
作画：山口恭史、原作：金子良馬、原案：東青龍、協力：サテライト
アニメとは異なるアナザーストーリーとなっている。
- 「未完兵装ルナシャフト」 第一巻 （2001年3月29日発行）
- 「未完兵装ルナシャフト」 第二巻 （2001年10月1日発行）

小説文庫本
角川書店、角川スニーカー文庫刊
著：浅川美也、原作：サテライト、赤根和樹
- 「ジーンシャフト（上）色とりどりの少女たち」 （2001年3月）
- 「ジーンシャフト（下）色めきたつ少女たち」 （2001年6月）

主題歌マキシシングルCD
- 「SHAFT DRIVE」 高崎晃 （2001年5月2日）

サントラCD
- 「GENESHAFT オリジナル・サウンドトラック」 高崎晃 （2001年5月23日）
- 「GENESHAFT TRANS=MIST MUSIC FROM "GENESHAFT"」 高崎晃 （2001年6月27日）

アニメDVD
- 「ジーンシャフト 01」 （2001年8月25日）
- 「ジーンシャフト 02」 （2001年9月25日）
- 「ジーンシャフト 03」 （2001年10月25日）
- 「ジーンシャフト 04」 （2001年11月25日）
- 「ジーンシャフト 05」 （2001年12月21日）
- 「ジーンシャフト 06」 （2002年1月25日）
- 「ジーンシャフト 07」 （2002年2月25日）